# Deadline Hollywood
För andra betydelser, se Deadline.
Deadline Hollywood, ibland endast Deadline eller Deadline.com, är en amerikansk webbtidning som primärt bevakar den amerikanska underhållningsbranschen.

## Historik
Grunden till det som blev webbtidningen Deadline Hollywood var en nöjesblogg skriven av skribenten Nikki Finke (1953–2022) och som hade namnet Deadline Hollywood Daily (DHD) sedan Finke startat bloggen 2006 som en digital version av de texter hon sedan 2002 skrev för LA Weekly i kolumnen Deadline Hollywood. Bloggen lanserades som en egen webbsida 2006, och 2009 var det en av Hollywoods mest lästa webbsidor.
Finke sålde under 2009 webbsidan till den amerikanska mediekoncernen Penske Media Corporation, som vid tidpunkten hette Mail.com Media. I september 2009 ändrade de nya ägarna namnet till Deadline Hollywood. Finke förblev chefredaktör för Deadline Hollywood fram till november 2013 då hon lämnade tidningen efter att inte ha kommit överens med sin arbetsgivare Penske Media Corporation, sedan dessa även köpt den konkurrerande tidningen Variety.